# Ратницкое

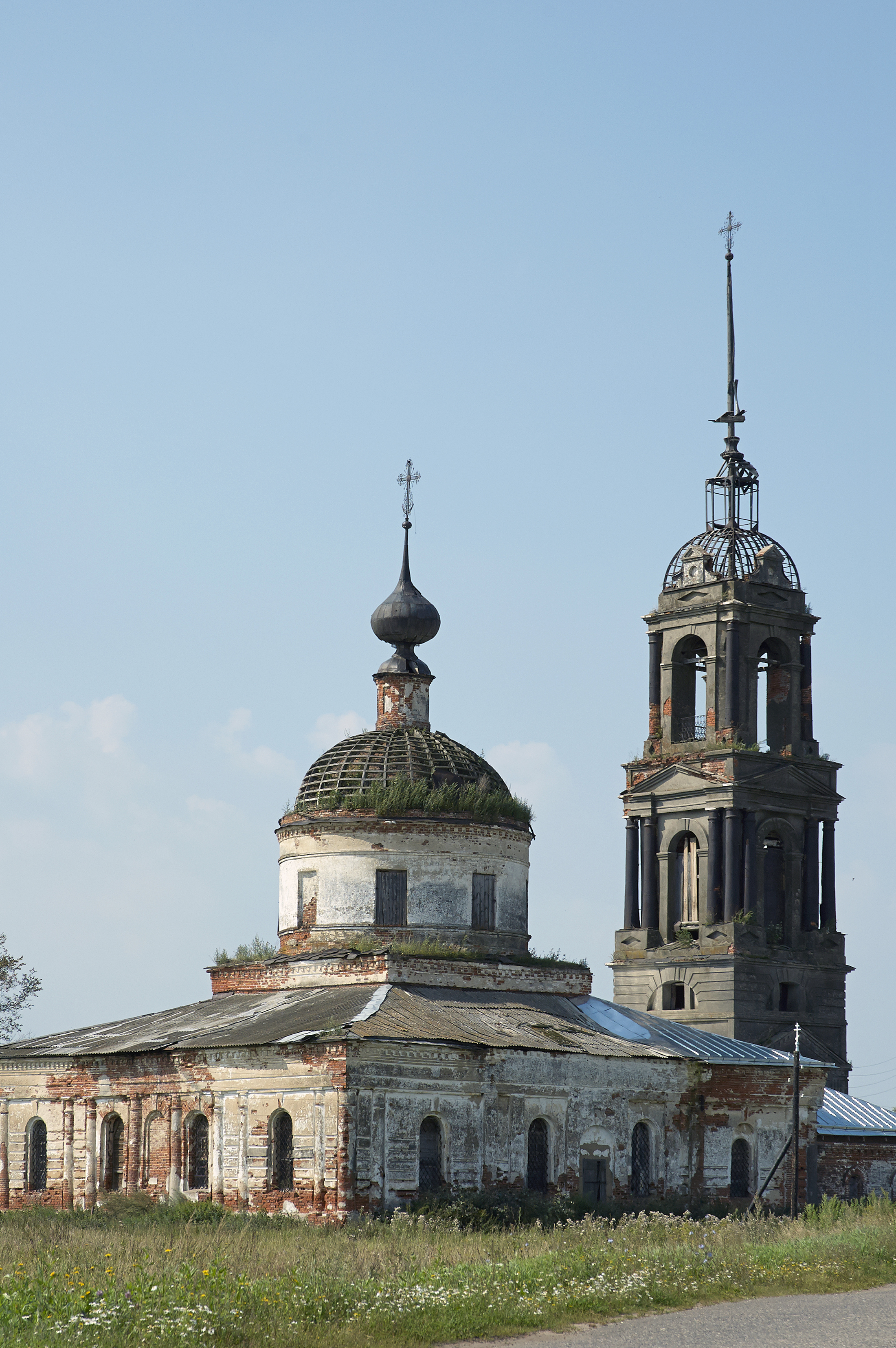
Церковь Введения во храм Пресвятой Богородицы в 2006 году.

Ратницкое — село в Гаврилово-Посадском районе Ивановской области России, входит в состав Шекшовского сельского поселения.

## География
Село расположено на берегу реки Ирмес в 7 км на юго-восток от центра поселения села Шекшово и в 8 км на юго-восток от райцентра города Гаврилов Посад близ автодороги 24Н-284 Суздаль — Гаврилов Посад.

## История
Из жалованной грамоты Иоанна Грозного Суздальскому епископу Варлааму от 1578 года видно, что Ратницкое принадлежало Суздальскому архиерейскому дому еще в начале XVI столетия при Великом Князе Московском Василии Ивановиче. Дальнейшая история Ратницкого неизвестна, вероятно, оно состояло вотчиной Суздальского архиерейского дома до отобрания монастырских имений в казну в 1764 году. В 1822 году на средства прихожан была построена холодная каменная церковь с колокольней. Престол в ней был один — в честь Введения Пресвятой Богородицы. В 1863 году на средства прихожан была построена теплая каменная церковь с одним престолом в честь Казанской иконы Божьей Матери. В 1893 году приход состоял из одного села, в котором числилось 82 двора, мужчин — 216, женщин — 252.
В конце XIX — начале XX века село входило в состав Бородинской волости Суздальского уезда Владимирской губернии.
С 1929 года село входило в состав Подолецкого сельсовета Гаврилово-Посадского района, с 1954 года — в составе Шекшовского сельсовета, с 2005 года — в составе Шекшовского сельского поселения.

## Население
| 1859 | 1905 | 2010 |
| ---- | ---- | ---- |
| 401  | ↗489 | ↘269 |

## Достопримечательности
В селе расположены полуразрушенные Церковь Введения во храм Пресвятой Богородицы (1822) и Церковь Казанской иконы Божией Матери (1863)